# ウラディスラフ・ツェイトリン
ウラディスラフ・ツェイトリン (ラテン文字: Vladislav Tseytlin、ウズベク語: Владислав Цейтлин / Vladislav Tseytlin、1971年8月23日- ) はウズベキスタンのサッカー審判員である。2004年よりFIFAの国際審判員として活動している。
ツェイトリンは2014 FIFAワールドカップ・アジア予選のようなアジアサッカー連盟管轄の国際試合の主審を務めている。

## 担当した主な国際大会

### AFCチャンピオンズリーグ2013
- グループC: セパーハーン vs アル・アハリ・ジッダ
- グループF: 全北現代モータース vs 浦和レッドダイヤモンズ

### 2006 FIFAワールドカップ・アジア予選
- 2次予選:  タイ vs  北朝鮮

### 2014 FIFAワールドカップ・アジア予選
- 2次予選:  サウジアラビア vs  香港